# HIST1H2AA
HIST1H2AA‏ (Histone cluster 1 H2A family member a) هوَ بروتين يُشَفر بواسطة جين HIST1H2AA في الإنسان.